# Coursan
Coursan település Franciaországban, Aude megyében. Lakosainak száma 5762 fő (2022. január 1.). Coursan Cuxac-d’Aude, Narbonne, Salles-d’Aude, Vinassan és Nissan-lez-Enserune községekkel határos.

## Népesség
A település népességének változása:
| Lakosok száma | 3366 | 4021 | 5137 | 6121 | 5988 | 5844 | 5908 | 5825 | 5785 | 5762 |
|               | 1968 | 1982 | 1990 | 2006 | 2013 | 2015 | 2017 | 2019 | 2020 | 2022 |